# Heterossexualidade compulsória

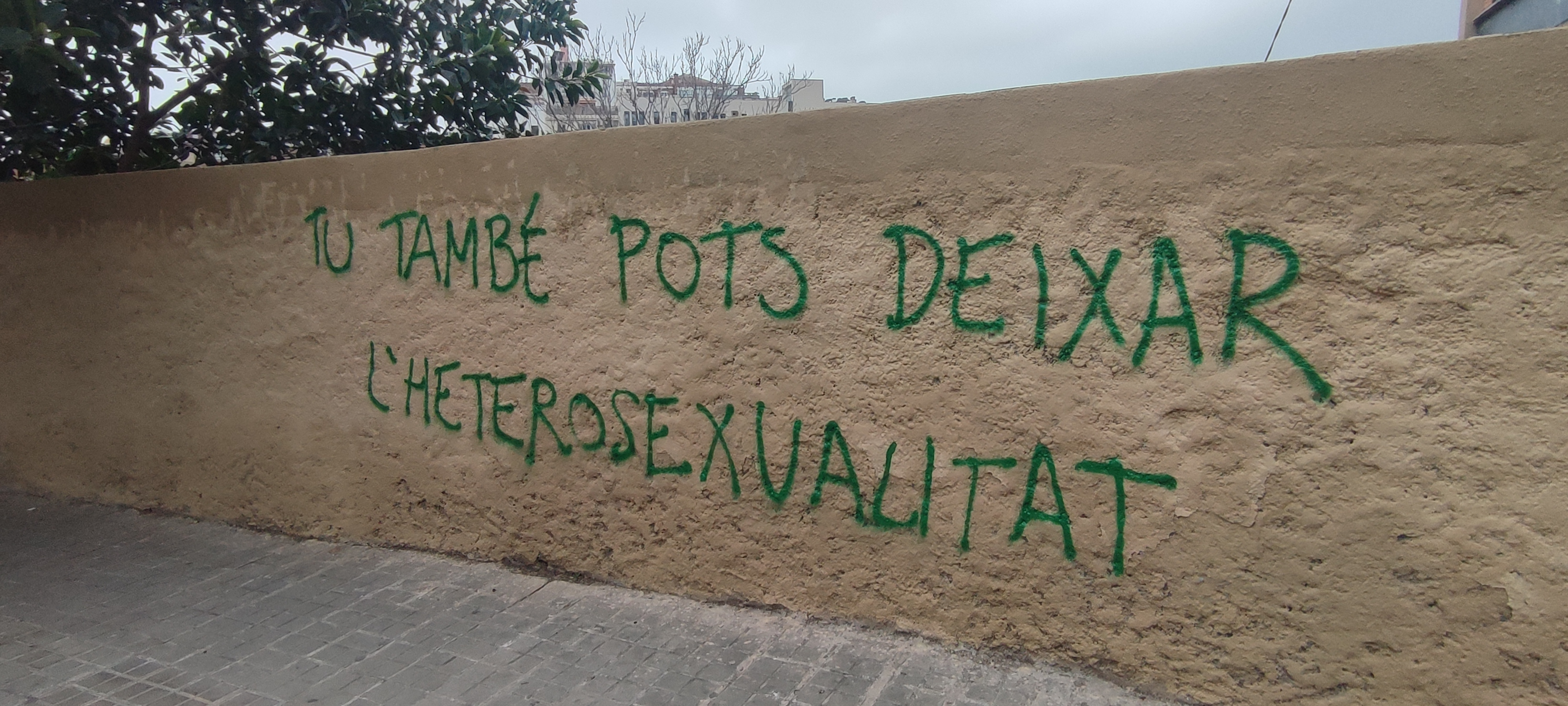
Grafito em Barcelona de 2022 contra a heterossexualidade obrigatória. Le-se «Tu também podes deixar a heterossexualidade» em catalão.

A heterossexualidade obrigatória ou heterossexualidade compulsória (por vezes abreviada a hetcomp) refere-se à concepção social de que a heterossexualidade é uma inclinação socialmente imposta nos seres humanos e que, por tanto, pode ser adotada de maneira independente da possível orientação sexual de cada pessoa. Consequentemente, qualquer que difira desta orientação é considerado desviado e depravado. É uma ideia assumida e reforçada pela sociedade patriarcal.
Adrienne Rich tornou popular o termo nos anos 1980 com seu ensaio Heterossexualidade compulsória e existência lesbiana. Nele denunciava as viés do feminismo quando relegava as mulheres lésbicas, ao igual que fazia com os feminismos negros, a “um fenómeno marginal ou menos natural, como uma mera preferência sexual ou como uma imagem especular das relações heterossexuais ou homossexuais masculinas”. A análise feminista da época não só não questionava a heterossexualidade como uma instituição que constituiu outro eixo de opressão, sina que assumia que as mulheres eram naturalmente heterossexuais. Ademais, argumentava que esta assunção responde em realidade a uma homofobia herdada de preceitos religiosos, médicos, económicos e sociais tradicionais.
Por outro lado, Adrienne Rich analisa como dos poucos estudos que abordavam a homossexualidade das mulheres, alguns tendiam a dar uma explicação ao mesmo mas sem lha dar à heterossexualidade, partindo da premissa de que a heterossexualidade é natural e necessária e não precisa explicação. Outros simplesmente incluíam a orientação lésbica abaixo da orientação gay, invisibilizando as particularidades das mulheres lésbicas. Ademais, frequentemente assumia-se que a orientação lésbica era uma opção eleita depois de uma rejeição aos homens ou a relações insatisfatórias com estes.
Ademais, acrescenta que a heterossexualidade é um requisito para as mulheres no mundo trabalhista, onde enfrentam-se constantemente a assédio sexual, fazendo que um comportamento heterossexual afável ante o assédio dos homens se converta num requisito para manter o posto de trabalho.
Ainda que num primeiro momento o conceito de heterossexualidade obrigatória foi concebido em relação à situação das mulheres lésbicas, hoje em dia utiliza-se igualmente para referir-se a como os homens homossexuais enfrentam-se à presunção de heterossexualidade por parte da sociedade.